# Acoustic
Nhạc acoustic (tiếng Pháp đọc như "a-cus-tich", tiếng Anh: /əˈkuːstɪk/) là âm nhạc chỉ sử dụng hoặc chủ yếu sử dụng các nhạc cụ tạo ra âm thanh bằng âm học thay vì các nhạc cụ điện hoặc điện tử. Nhạc acoustic từng là loại âm nhạc duy nhất, và việc phân biệt "nhạc acoustic" chỉ mới ra đời sau sự xuất hiện của các nhạc cụ điện như guitar điện, vĩ cầm điện tử, organ điện tử và synthesizer.
Ví dụ:
- Đàn guitar acoustic là đàn guitar mộc (xem hình), không hề gắn pickup. Khi biểu diễn, nếu đặt micrô ở gần sát đàn (nhưng không gắn vào đàn) giúp cho âm thanh lớn hơn, thì vẫn gọi là guitar acoustic, gọi nôm na là guitar mộc hay guitar cổ điển.
- Trong dàn nhạc giao hưởng hiện đại, tất cả các nhạc cụ đều là nhạc cụ cổ điển truyền thống (acoustic), không được phép dùng bất kì nhạc cụ "cắm" điện hoặc nhạc cụ điện tử nào.[2]
- Ở Việt Nam, mọi nhạc cụ cổ truyền như đàn bầu, nhị, sáo trúc, ... đều là nhạc cụ acoustic.
- Một dàn nhạc biểu diễn chẳng hạn bản Piano concerto số 1 của Chopin, được gọi là dàn nhạc acoustic; còn ban nhạc Bond biểu diễn bản Victory thì đó là ban nhạc "phi" acoustic hay ban nhạc điện tử.

Trong âm nhạc, nghịch nghĩa với acoustic là điện tử, electro.

## Từ nguyên
- Thuật ngữ acoustic chỉ xuất hiện trong âm nhạc sau khi ra đời các nhạc cụ điện hoặc nhạc cụ điện tử để khuyếch đại âm thanh hoặc phát ra âm thanh lớn và khác với nhạc cụ truyền thống, do nhu cầu phải phục vụ số lượng rất lớn những khán giả ưa thích ồn ào, vui vẻ, mới lạ, thường được dùng trong các cuộc biểu diễn nhạc rock, nhạc Jazz, v.v.[3]
- Thuật ngữ acoustic ở nhiều nước trên Thế giới hiện nay chưa được thống nhất chính thức dịch ra thành khái nhiệm nào trong ngôn ngữ của mỗi nước. Nếu dịch acoustic là "truyền thống" (traditional / traditionnelle) thì dễ hiểu nhầm là "dân gian" hay "cổ truyền". Còn nếu dịch là "cổ điển" (classical / classicale) thì lại có thể nhầm là chỉ thuộc về nhạc cổ điển. Nếu dịch là "phi điện tử" thì lại khó hiểu. Bởi vậy, thuật ngữ chỉ được dùng ở dạng phiên âm.
- Nhà phê bình âm nhạc Craig Conley đã nhận định về nhạc "phi ascoutic" đại ý rằng: "Khi âm nhạc được gán tên như unplugged hoặc unwired, thì đó là âm nhạc trộn lẫn, mà không còn nguyên chất nữa".[4] Tuy nhiên, điều này không có nghĩa là nhạc cổ điển thì "tốt" hơn, vì mọi thứ hiện đang tồn tại đều do nhu cầu của con người.

## Lược sử

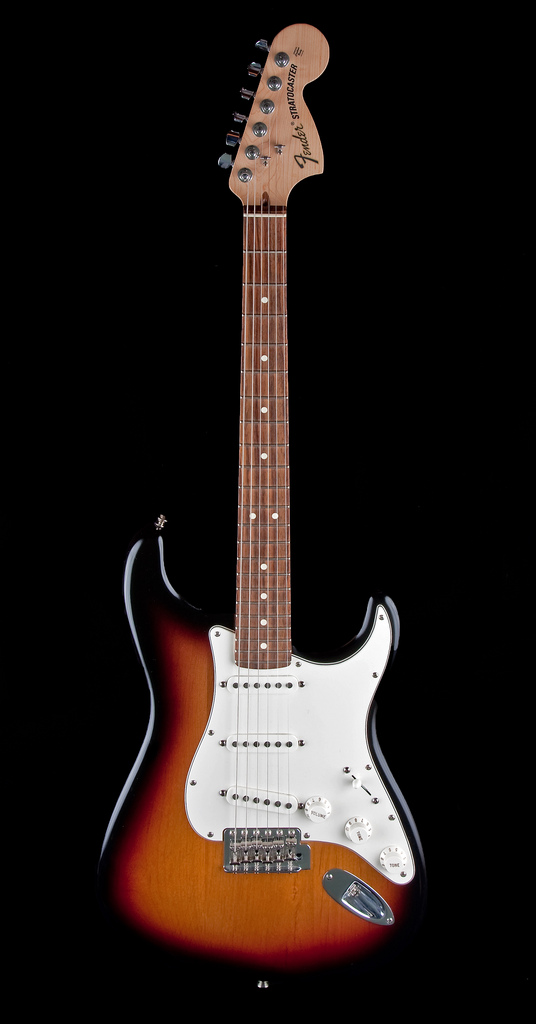
Một loại guitar điện tử gắn cảm ứng "pickup".

Nhạc cụ acoustic xuất hiện trong xã hội loài người khoảng 40 đến 50 ngàn năm trước. Khoảng thế kỉ XVI xuất hiện đàn dây gần giống với guitar, rồi đàn cla-vơ-xanh tiền thân của dương cầm hiện đại, v.v
Những nhạc cụ acoustic chiếm ưu thế tuyệt đối suốt từ khi chúng ra đời, cho đến khi các nhạc cụ điện xuất hiện và phát triển nhanh, mạnh trong thế kỷ nửa sau thế kỉ XX, nhất là sau sự ra đời của nhạc rock, nhạc Jazz có sử dụng nhạc cụ điện tử. Tuy nhiên, vào những năm 1950 - 1960, một số ban nhạc rock vẫn chưa dùng nhạc cụ điện tử, mà mới chỉ dùng mi-crô và hệ khuyếch đại âm thanh (ta quen gọi là am-pli) thì vẫn gọi là acoustic rock, với nổi tiếng như nghệ sĩ Eric Clapton và ban nhạc Nirvana.

## Phân loại
- Hiện nay, nhạc cụ acoustic được phân loại như cách phân loại nhạc cụ trong dàn nhạc giao hưởng, gồm:
  - Bộ dây, như vĩ cầm, guitar.
  - Bộ gõ như trống lẫy.
  - Bộ hơi như kèn đồng, kèn clarinet.
- Theo Hệ thống phân loại Sachs-Hornbostel, những nhạc cụ trên đều thuộc bốn nhóm "phi điện tử" là nhạc cụ dây, nhạc cụ gõ, nhạc cụ màng và nhạc cụ hơi.